# 岡山県立高梁城南高等学校
岡山県立高梁城南高等学校（おかやまけんりつ たかはしじょうなんこうとうがっこう）は、岡山県高梁市原田北町にある県立全日制高等学校。定時制の岡山県高梁市立松山高等学校と校舎を共用している。

## 概要
県立高校の高梁工業・川上農業・成羽の三校が再編合併し2004年に開校。旧高梁工高の校地に本校が置かれている。

### 総合選択制
自分の進路や興味・関心に応じて、2年生で6単位（1週間のうち6授業時間）、3年生で8単位（1週間のうち8授業時間）を「専門を深める科目」「知識を広げる科目（他科の基礎的な事柄を学ぶ科目）」「進学のために必要な学力を養う科目」の中から自由に組み合わせて選択することができる。

## 学科
- 電気科
- デザイン科
- 総合情報科(平成30年にて募集を停止)
- 環境科学科

## 沿革
- 2004年(平成16年) 4月9日 - 開校。第1回入学式・開校記念式挙行
- 2008年(平成20年) 4月1日 - 環境科学科開設、同時に生物科学科・人間科学科の募集を停止
- 2010年(平成22年) 3月1日 - 川上校地（生物科学科・人間科学科）を閉校。2012年から跡地に高梁市立川上中学校が移転。
- 2018年(平成30年) - 総合情報科の募集を停止
- 2019年(平成31年)3月 - 次年度より全国募集（定員の10％）を実施することを発表

### 旧高校の沿革
高梁工業高校
- 1948年(昭和23年) 4月1日 - 県立高梁第2高等学校併設　松山校舎（農業科、木材工芸科、家庭科）設立
- 1953年(昭和28年) 4月1日 - 岡山県上房郡高梁町外6ケ町村高等学校組合立岡山県松山高等学校と改称
- 1954年(昭和29年) 5月1日 - 岡山県高梁市昭和町高等学校組合立岡山県松山高等学校と改称
- 1966年(昭和41年) 3月31日 - 県営に移管し県立高梁南高等学校と改称
- 1968年(昭和45年) 4月1日 - 県立高梁工業高等学校（電気科、工芸科、デザイン科）と改称
- 1973年(昭和48年) 4月1日 - 工芸科をインテリア科と科名変更
- 2006年(平成18年) 3月1日 - 閉校し、校舎を高梁城南高校へ引き継ぐ

川上農業高校
- 1946年(昭和21年) 3月1日 - 私立手荘農林学院を開校
- 1950年(昭和25年) 4月1日 - 県立成羽高等学校手荘校舎に改称
- 1955年(昭和30年) 4月1日 - 全日制家庭課程併置
- 1956年(昭和31年) 1月1日 - 県立成羽高等学校川上校舎に改称
- 1960年(昭和35年) 4月1日 - 組合立弥高高等学校を吸収合併
- 1966年(昭和41年) 4月1日 - 県立川上農業高等学校となり、農業科と生活科を置く
- 1992年(平成 4年) 4月1日 - 農業科を生物工学科、生活科を生活科学科に学科改編
- 2006年(平成18年) 3月1日 - 閉校し、校舎を高梁城南高校川上校地へ引き継ぐ

成羽高校
- 1926年(大正15年) 4月10日 - 成羽町立岡山県成羽高等女学校（本科、実科）設立
- 1930年(昭和 5年) 2月28日 - 岡山県成羽家政女学校（本科、専攻科）を併設
- 1939年(昭和14年) 4月1日 - 成羽家政女学校を廃止し補習科設置。県立に移管し県立成羽高等女学校と改称。
- 1947年(昭和22年) 4月1日 - 新制中学併設
- 1948年(昭和23年) 4月1日 - 県立成羽高等学校(普通科、家政科)と改称。定時制校（弥高、宇治、田原、手荘）設置
- 1952年(昭和27年)11月1日 - 弥高分校独立
- 1954年(昭和29年)10月1日 - 宇治分校・田原分校独立
- 1984年(昭和59年) 4月1日 - 県立田原高等学校が成羽高等学校田原分校となる
- 1985年(昭和60年) 4月1日 - 田原分校閉校
- 2006年(平成18年) 3月4日 - 閉校

※高梁城南高校HPより抜粋、編集。

## 最寄の駅・バス停
- 高梁校地 - 備中高梁駅（JR西日本・伯備線）より徒歩5分
- 旧川上校地跡 - 備中高梁駅前の高梁バスセンターから備北バス地頭行き約40分、「領家古川」下車

## 著名な卒業生
- 土田康彦（ヴェネツィアンガラス作家）【成羽高等学校卒】
- 難波奨二（参議院議員）【成羽高等学校卒】
- 三村晃功（京都光華女子大学学長・名誉教授）【成羽高等学校卒】